# Vlag van Gellicum

Dorpsvlag Gellicum

De vlag van Gellicum is de dorpsvlag van het Nederlandse dorp Gellicum. De vlag bestaat uit drie blauwe en twee gele banen. De gele banen zijn van kantelen voorzien. De kantelen verwijst naar het kasteeldorp. De vlag toont hetzelfde beeld als het gemeentewapen. Tijdens het jaarlijkse dorpsfeest in mei van de Oranjevereniging wordt in elk jaar de vlag van Gellicum uitgehangen.

Wapen van Gellicum

Acquoy
· Beekbergen-Lieren
· Beemte Broekland
· Bemmel
· Bennekom
· Bredevoort
· Deil
· Doornenburg
· Ederveen
· Elden
· Emst
· Enspijk
· Epse
· Gameren
· Gellicum
· Groenlo
· Harskamp
· Herwijnen
· Heukelum
· Heveadorp
· Hoenderloo
· Kerkdriel
· Klarenbeek
· Kootwijkerbroek
· Laag-Keppel
· Lathum
· Leuvenum
· Loenen
· Loil
· Meteren
· Netterden
· Oosterhuizen
· Radio Kootwijk
· Rumpt
· Schaarsbergen
· Spijk
· Stroe
· Teuge
· Uddel
· Ugchelen
· Vaassen
· Vierhouten
· Voorthuizen
· Vredenburg/Kronenburg